# Daniel Miller (antropólogo)
Daniel Miller (nacido en 1954) es un antropólogo que más se asocia con los estudios de la relación humana con las cosas, y las consecuencias del consumo. Su trabajo teórico fue desarrollado por primera vez en la cultura material y el consumo de las masas, y se resume más recientemente en su libro Stuff. Trata de trascender el habitual dualismo entre sujeto y objeto, y estudiar cómo se crean las relaciones sociales a través del consumo como una actividad.

## Biografía
Miller se formó originalmente en arqueología y antropología en la Universidad de Cambridge, pero ha pasado toda su vida profesional en el Departamento de Antropología de la Universidad College de Londres, que se ha convertido en un centro de investigación para el estudio de la cultura material y más recientemente ha creado en el mundo, el primer programa dedicado al estudio de la antropología digital.

## Pensamiento Antropológico
Autor prolífico, Miller critica el concepto del materialismo, que supone nuestra relación con las cosas que están a expensas de nuestra relación con el resto de las personas. Argumenta que la mayoría de la gente está bien capacitado para formar relaciones cercanas, tanto a las otras personas y a los objetos, tomando en cuenta las dificultades con ambos.
Con sus alumnos ha aplicado estas ideas a muchos géneros de la cultura material como la ropa, los hogares, los medios de comunicación y el uso del automóvil, a través de la investigación basada en los métodos de la etnografía antropológica tradicional, en regiones como el Caribe , la India y ciudades como Londres. En el estudio de la ropa, su trabajo abarca desde un libro sobre el uso del Sari en la India, para la investigación más reciente que explica la popularidad de los pantalones vaqueros (jeans) y la forma en que ejemplifican la lucha para convertirse en ordinaria. Su trabajo inicial sobre las consecuencias del Internet para Trinidad, fue seguido por estudios sobre el impacto de los teléfonos móviles sobre la pobreza en Jamaica y, más recientemente, el camino que Facebook ha cambiado la naturaleza de las relaciones sociales.
Su trabajo sobre la cultura material también incluye etnografía e investigación sobre cómo las personas que desarrollan las relaciones de amor y cuidado a través de la adquisición de objetos en tiendas y cómo hacer frente a los problemas de la separación y la pérdida, incluyendo la muerte a través de su retención y la venta de los objetos. Él argumenta que ya que no podemos controlar la muerte como un evento, utilizamos nuestra capacidad para controlar la separación gradual de los objetos relacionados con el difunto como una forma de lidiar con la pérdida. Como complemento a este trabajo en la separación de las cosas son tres libros acerca de las compras, el más influyente de los cuales, A Theory of Shopping, analiza cómo el estudio de las compras diarias puede ser una vía para entender cómo funciona el amor en la familia. También ha llevado a cabo varios proyectos sobre el trabajo doméstico femenino y ser madre, incluyendo estudios de au pairs y las mujeres filipinas en Londres y su relación con la izquierda detrás de los niños en las Filipinas. La mayoría de estos proyectos son colaboraciones.
Desde la década de 2000, ha estado investigando los efectos de los nuevos medios de comunicación social en la sociedad. Varios de sus libros más recientes exploran temas como los teléfonos celulares, Facebook y las familias transnacionales. Junto con la presentación de un marco teórico para el estudio de las redes sociales, su último trabajo se ha propuesto un nuevo concepto de 'polymedia' como una herramienta analítica para examinar las consecuencias de una situación en la que los individuos configuran y son responsables de la elección de los medios de comunicación, mientras que el acceso y el costo retroceden como factores.
En 2009, creó un nuevo programa de maestría en Antropología Digital en la Universidad College de Londres dentro del Departamento de Antropología.
En 2012 se puso en marcha un proyecto de cinco años llamada Networking Social y Proyecto de Investigación de Ciencias Sociales, para examinar el impacto global de las nuevas redes sociales. El estudio se basa en datos etnográficos recogidos en el transcurso de 15 meses en China, India, Turquía, Italia, Reino Unido, Trinidad y Brasil. El proyecto es financiado por el Consejo Europeo de Investigación .

## Principales Obras
- (1984) Miller, D. and Tilley, C. (Eds.) Ideology, Power and Prehistory. Cambridge University Press: Cambridge.
- (1985) Artefacts As Categories: A study of Ceramic Variability in Central India. Cambridge University Press: Cambridge.
- (1987) Material Culture and Mass Consumption. Basil Blackwell: Oxford.
- (1989) Miller, D., Rowlands, M. and Tilley, C. Eds. Domination and Resistance. Unwin Hyman: London.
- (1993) (Ed.) Unwrapping Christmas. Oxford University Press: Oxford.
- (1994) Modernity - An Ethnographic Approach: Dualism and mass consumption in Trinidad. Berg: Oxford.
- (1995) (Ed.) Acknowledging Consumption. Routledge. London.
- (1995) (Ed.) Worlds Apart - Modernity Through the Prism of the Local. Routledge: London.
- (1997) Capitalism - An Ethnographic Approach. Oxford: Berg.
- (1998) (Ed.) Material Cultures. London: UCL Press/University of Chicago Press.
- (1998) A Theory of Shopping. Cambridge: Polity Press/Cornell University Press./ Edición en Español: Ir de compras, una teoría. siglo XXI Editores.
- (1998) With P. Jackson, M. N. Thrift B. Holbrook and N. Thrift. Shopping, Place and Identity. London: Routledge.
- (1998) With J. Carrier. Virtualism: a new political economy. Oxford: Berg.
- (2000) With D. Slater The Internet: An Ethnographic Approach. Oxford:Berg.
- (2000) With P. Jackson, M. Lowe and F. Mort (Eds.) Commercial Cultures: economies, practices, spaces. Oxford: Berg.
- (2001) The Dialectics of Shopping (The 1998 Morgan Lectures) Chicago: University of Chicago Press.
- (2001) (Ed.) Car Cultures. Oxford: Oxford: Berg.
- (2001) (Ed.) Acknowledging Consumption (four volumes) London: Routledge.
- (2001) (Ed.) Home Possession: Material culture behind closed doors. Oxford: Berg.
- (2003) With Mukulika Banerjee. The Sari. Oxford: Berg.
- (2005) (Ed.) with Suzanne Küchler. Clothing as Material Culture. Oxford: Berg.
- (2005) (Ed.) Materiality. Durham: Duke University Press.
- (2006) With Heather Horst. The Cell Phone: An Anthropology of Communication. Oxford: Berg.
- (2008) The Comfort of Things. Polity: Cambridge.
- (2009) (Ed.) Anthropology and the Individual: a material culture perspective. Oxford: Berg.
- (2010) Stuff. Cambridge: Polity.
- (2010) With Zuzana Búriková. Au-Pair. Cambridge: Polity.
- (2011) With Sophie Woodward (Eds.) Global Denim. Oxford: Berg.
- (2011) Tales from Facebook. Cambridge: Polity.
- (2011) With Sophie Woodward. Blue Jeans: The art of the ordinary. Berkeley: University of California Press.
- (2011) Weihnachten - Das globale Fest (in German) Suhrkamp.
- (2012) With Mirca Madianou. Migration and New Media: Transnational Families and Polymedia. London: Routledge.
- (2012) Consumption and its Consequences. Cambridge: Polity.
- (2012) Edited with Heather Horst. Digital Anthropology. Oxford: Berg.
- (2014) With Jolynna Sinanan. Webcam. Cambridge: Polity.
- (2016-2018) Responsible for the Why We Post book series with UCL Press that in July 2020 passed one million downloads.
- (2016) Social Media in an English Village. London: UCL Press
- (2016) With Elisabetta Costa; Nell Haynes; Tom McDonald;  Razvan Nicolescu; Jolynna Sinanan; Juliano Spyer; Shriram Venkatraman and Xinyuan Wang How the World Changed Social Media. London: UCL Press.
- (2017) With Jolynna Sinanan. Visualising Facebook. London: UCL Press.
- (2017) The Comfort of People. Cambridge, Polity.
- (2017) Miller, D. Anthropology is the discipline but the goal is ethnography. University College London.
- (2017) Miller, D. Christmas: An anthropological lens. Journal of Ethnographic Theory. University College of London.
- (2017) The ideology of friendship in the era of Facebook. Journal of Ethnographic Theory. University College of London.
- (2018) Miller, D and Venatraman, S. Facebook Interactions: An Ethnographic Perspective. University College London. Indraprastha Institute of Information Technology, India.
- (2019) Miller, D. Contemporary Comparative Anthropology: The Why We Post Project. Ethnos.
- (2021) With Pauline Garvey. Ageing with Smartphones in Ireland. London: UCL Press
- (2021) With Patrick Awondo, Marília Duque, Pauline Garvey, Laura Haapio-Kirk, Charlotte Hawkins, Alfonso Otaegui, Laila Abed Rabho, Maya de Vries, Shireen Walton, and Xinyuan Wang. The Global Smartphone: Beyond a youth technology. London: UCL Pres